# Alexandra Alíkina
Alexandra Nikoláyevna Alíkina –en ruso, Александра Николаевна Аликина– (Nytva, 3 de mayo de 1990) es una deportista rusa que compitió en biatlón. Ganó una medalla de plata en el Campeonato Europeo de Biatlón de 2012, en la prueba por relevos.

## Palmarés internacional
| Campeonato Europeo | Campeonato Europeo   | Campeonato Europeo | Campeonato Europeo |
| Año                | Lugar                | Medalla            | Prueba             |
| ------------------ | -------------------- | ------------------ | ------------------ |
| 2012               | Osrblie (Eslovaquia) | Medalla de plata   | Relevos            |